# Rosewood Heights
Rosewood Heights – jednostka osadnicza w Stanach Zjednoczonych, w stanie Illinois, w hrabstwie Madison.